# Préfecture d'Arzouiyeh
La préfecture d'Arzouiyeh (en persan: شهرستان بافت) est l'une des 18 préfectures (shahrestān) de la province de Kerman (Iran).

## Histoire
Jusqu'en 2011, son territoire faisait partie de celui de la préfecture de Baft.

## Géographie
Elle est composée de deux districts (bakhsh): Central et Soghan. Son chef-lieu est la ville d'Arzouiyeh.
En 2006, sa population s'élevait à 40 386 habitants.